# ياسين سي سالم
ياسين سي سالم هو لاعب كرة قدم جزائري في مركز الهجوم، ولد في 10 يناير 1988 في سوق الاثنين في الجزائر. لعب مع شبيبة القبائل ولو مون لوزان ونادي بيلينينسش ونادي روديز.

## وصلات خارجية
- ياسين سي سالم على موقع قاعدة بيانات كرة القدم.إي يو (الإنجليزية)